# من پیش از تو (رمان)
من پیش از تو (به انگلیسی: Me Before You) یک رمان عاشقانه نوشته جوجو مویس (جوجو مویز) است. این کتاب نخستین بار در ۵ ژانویه ۲۰۱۲ در بریتانیا چاپ شد. ادامه‌ای بر این کتاب با نام پس از تو و هنوز هم من نوشته شد که از طریق کتاب‌های پاملا دورمن در ۲۹ سپتامبر ۲۰۱۵ منتشر شد. این رمان تقلیدی از رمان هیچ چیز جاودانه نیست اثر سیدنی شلدون است.

## داستان
لوییزا کلارک ۲۶ ساله با خانواده‌اش زندگی می‌کند. او جاه طلب نیست و صلاحیت‌های کمی دارد و مدام از خواهر کوچکترش کاترینا کم می‌آورد. لوییزا که در تأمین خانواده کمک می‌کند شغلش را در یک کافه محلی از دست می‌دهد. بعد از چندین تلاش بی‌نتیجه بالاخره یک موقعیت استخدامی خاص گیر می‌آورد: کمک برای مراقبت از ویلیام جان ترینر یک مرد جوان موفق و ثروتمند که دو سال پیش در اثر سانحه موتورسیکلت فلج شده‌است. (دستمزد کار بیش از ساعتی نه پوند بود) مادر ویل کامیلا ترینر لوییزای بی‌تجربه را استخدام می‌کند تا به زندگی ویل طراوت ببخشد. در این بین لوییزا با نیتن Nethen (پرستار مسائل پزشکی ویل) و استیون پدر ویل نیز ملاقات می‌کند.
در آغاز برای اوقات تلخی و رنجش ویل رابطه او و لوییزا سخت است. وقتی دوست دختر سابقش، آلیسیا با بهترین دوستش، روپرت ازدواج می‌کند اوضاع بدتر می‌شود. کم‌کم با مراقبت‌های لوییزا، ویل روشن فکرتر می‌شود. لوییزا متوجه مچ‌های زخمی ویل می‌شود و بعداً می‌فهمد وقتی کامیلا درخواست او مبنی بر مرگ آسان از طریق دیگنیتاس (سازمان کمک به خودکشی ها) را رد کرده، اقدام به خودکشی کرده‌است. بعد از این ماجرا قرار شده ویل ۶ ماه زندگی کند و بعد درباره مرگ آسان تصمیم بگیرند.
لوییزا همراه با ترینا تصمیم می‌گیرد کاری کند این فکر از سر ویل خارج شود. طی چند هفته بعد، ویل آرام‌تر می‌شود و اجازه می‌دهد لوییزا صورت و موهایش را اصلاح کند. آن‌ها مدام باهم بیرون می‌روند و به هم نزدیک می‌شوند.
درنهایت بخاطر این رابطه، پاتریک، دوست پسر لوییزا، همه چیز را تمام می‌کند. در همین زمان، پدر لوییزا شغلش را از دست می‌دهد و مسائل مالی بیشتر پیش می‌آید. خوشبختانه آقای ترینر به آقای کلارک یک موقعیت شغلی اعطا می‌کند(نگهبان قلعه). لوییزا همراه با ویل به عروسی آلیسیا و روپرت رفته و باهم می‌رقصند.
قرار می‌شود این دو باهم به تعطیلات بروند اما پیش از آن، ویل دچار ذات الریه مرگباری می‌شود. بنابراین برنامه‌ها عوض شده و باهم به جزیره موریس می‌روند. شب قبل از برگشت به خانه، لوییزا عشقش را به ویل اظهار می‌کند اما ویل می‌گوید با اینکه اوقات خاصی را باهم داشتند، اما نمی‌تواند زندگی در ویلچر را تحمل کند.
شب پرواز ویل به سوییس برای پایان دادن به زندگیش، لوییزا برای آخرین بار با او ملاقات می‌کند. آن‌ها قبول دارند که ۶ ماه اخیر بهترین اوقات زندگیشان بوده‌است. ویل اندکی بعد در کلینیک می‌میرد و طبق وصیت او، ثروت زیادی را برای لوییزا به جای می‌گذارد. لوییزا با این پول او می‌تواند تحصیلاتش را ادامه دهد و به‌طور کامل زندگی را تجربه کند. رمان اینطور پایان می‌یابد که لوییزا در کافه‌ای در پاریس است و آخرین نامه ویل را می‌خواند.

## بازخورد
بازخوردها برای کتاب من پیش از تو مثبت بودند. یو اس ای تودی و نیویورک تایمز هردو این کار را ستودند. منتقد نیویورک تایمز گفت: "وقتی این رمان را تمام کردم، نمی‌خواستم آن را نقد کنم؛ می‌خواستم دوباره آن را بخوانم".
مدافعان حقوق افراد ناتوان از کتاب و فیلم انتقاد کردند چون داستان بر این تأکید داشت که ویل برای جامعه مانند یک سربار است. 

## اقتباس سینمایی
نوشتار اصلی: من پیش از تو (فیلم)
فیلم من پیش از تو به کارگردانی تیا شروک و بازی امیلیا کلارک و سم کلفلین در نقش‌های اصلی، دستمایه اقتباس سینمایی قرار گرفت و توسط برادران وارنر در ۳ ژوئن ۲۰۱۶ اکران شد.